# Venturi Fétish
Venturi Fétish – pierwszy na świecie elektryczny samochód sportowy. Wyprodukowany zostanie w 25 egzemplarzach przez firmę Venturi w Monako.

## Opis modelu
Prototyp elektrycznego modelu firmy Venturi zaprezentowany został po raz pierwszy w 2002 roku podczas Międzynarodowego Salonu Samochodowego w Genewie. Do napędu pojazdu zastosowano trójfazowy, synchroniczny silnik elektryczny o mocy 220 kW (299 KM) i maksymalnym momencie obrotowym 380 Nm. Energia niezbędna do pracy jednostki napędowej, magazynowana jest w litowo-polimerowych akumulatorach o pojemności 54 kWh i masie 450 kg. Konfiguracja układu napędowego pozwala rozpędzić pojazd do prędkości około 200 km/h, zaś przyśpieszenie od 0 do 100 km/h trwa 4 sekundy. Maksymalny zasięg samochodu wynosi 340 km.